# Lewiny
Lewiny [pronunciación en polaco: /lɛˈvinɨ/] es un pueblo ubicado en el distrito administrativo de Gmina Wartkowice, dentro del condado de Poddębice, voivodato de Łódź, en el centro de Polonia.  Se encuentra aproximadamente a 4 kilómetros al suroeste de Wartkowice, a 8 kilómetros al norte de Poddębice y a 40 kilómetros al noroeste de la capital regional,  Łódź.